# Džūkste
Džūkste est une localité située dans la municipalité de Tukums, paroisse de Đžukste, c'est le centre de la paroisse. Il est situé à l'embouchure du ruisseau Kundziņu strauts, à 29 km du centre de Tukums et à 66 km de Riga.

## Description
Le village s'est formé autour du manoir de Siuxt, où l'église luthérienne a été construite sur ordre du duc Gotthard Kettler de Courlande. La première église de Džukste a été construite en bois et se trouvait là où le presbytère de Džukste a ensuite été construit. En revanche, l'édifice en pierre, dont les murs sont encore visibles, a été construit en 1689. Plus tard également un pub et en 1860 une salle paroissiale se sont ouverts. En 1931, Džukste a obtenu le statut de lieu densément peuplé. Il s'y trouve l'administration des paroisses de Slampe et de Đžukste, une école primaire, un centre culturel, une bibliothèque et un bureau de poste.
Le village est situé à l'intersection des autoroutes V1450 (Lancenieki-Džukste-Lestene), V1451 (Irbes-Džukste), V1452 (Džukste-Irlava-Jaunsati) et V1453 (Pravinas-Džukste).

## Population
Džūkste regroupe 405 habitants (2022).

## Personnalités
- Ansis Lerhis-Puškaitis, écrivain et folkloriste letton - du 1883 jusqu'à sa mort, il enseigne à l'école paroissiale de Džūkste.
- Gustavs Zemgals, le 2e président de la république de Lettonie né à Džūkste.

## Galerie

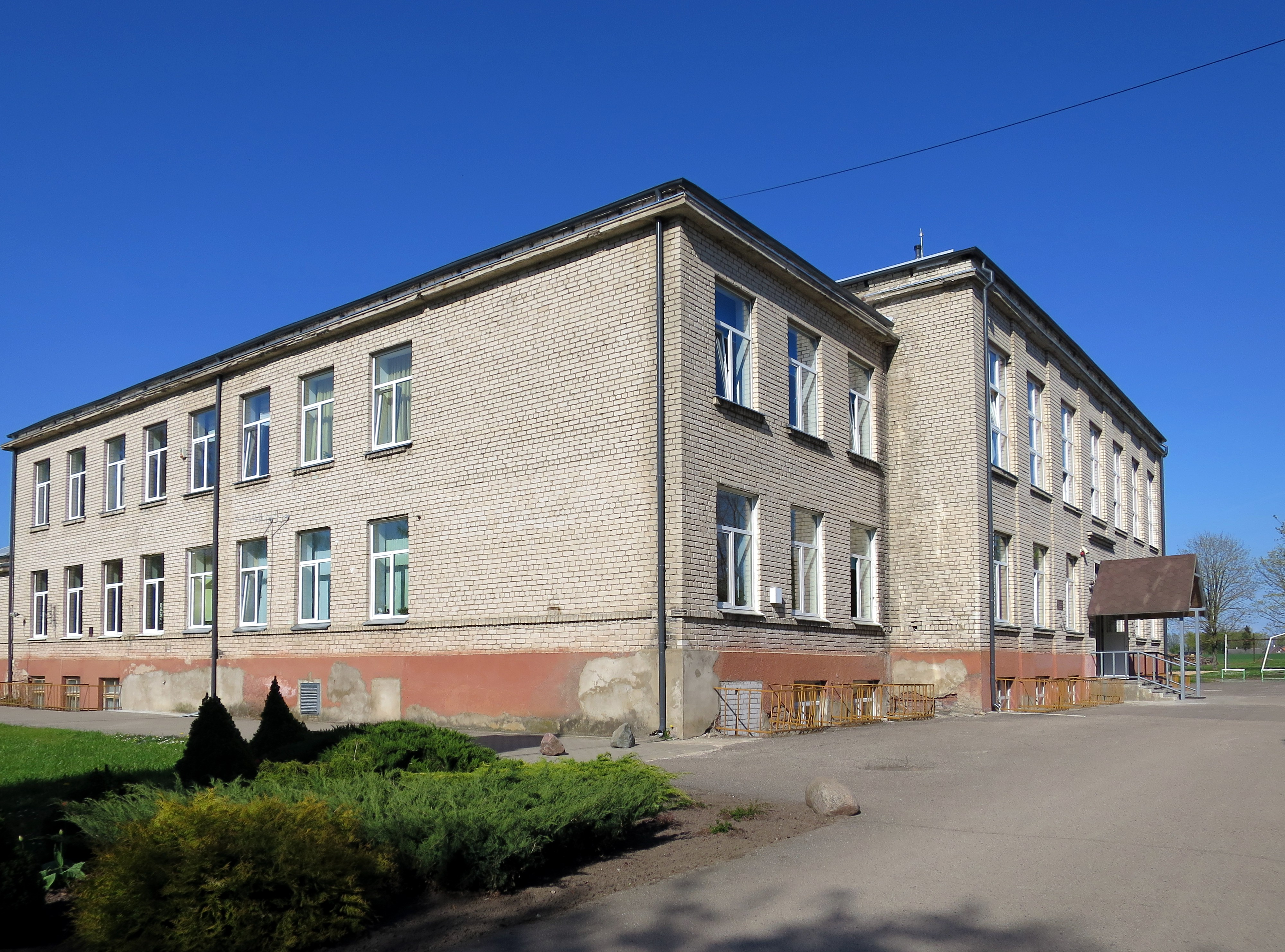
Ecole de Džūkste.
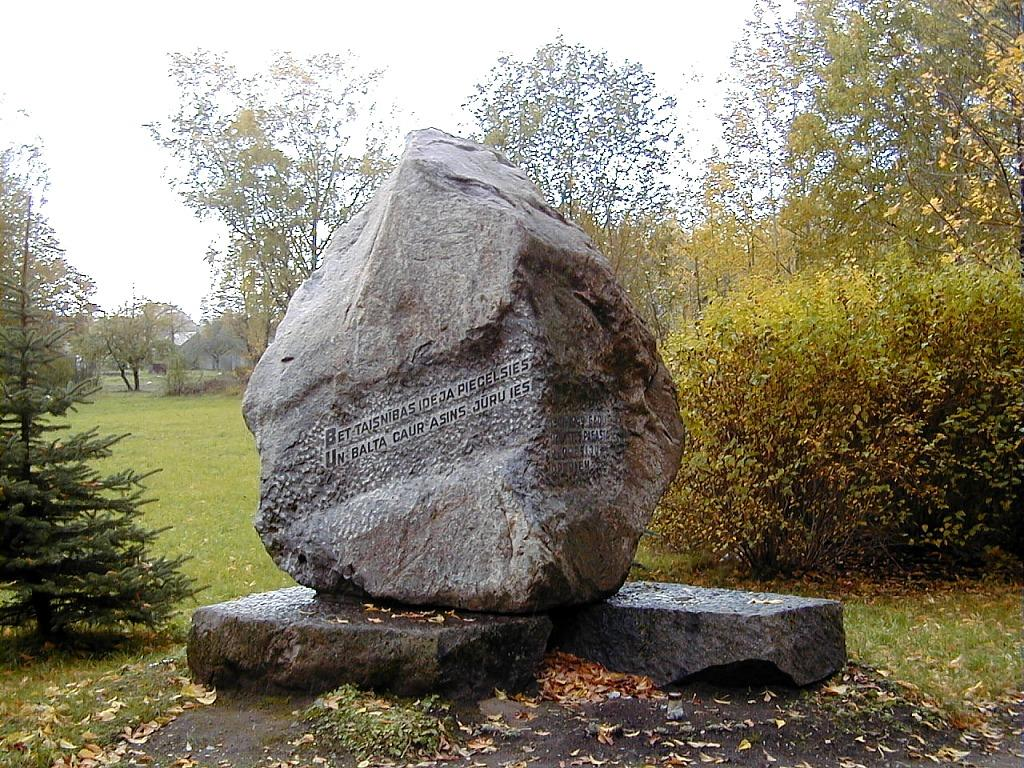
Monument aux déportés en 1941-1949.
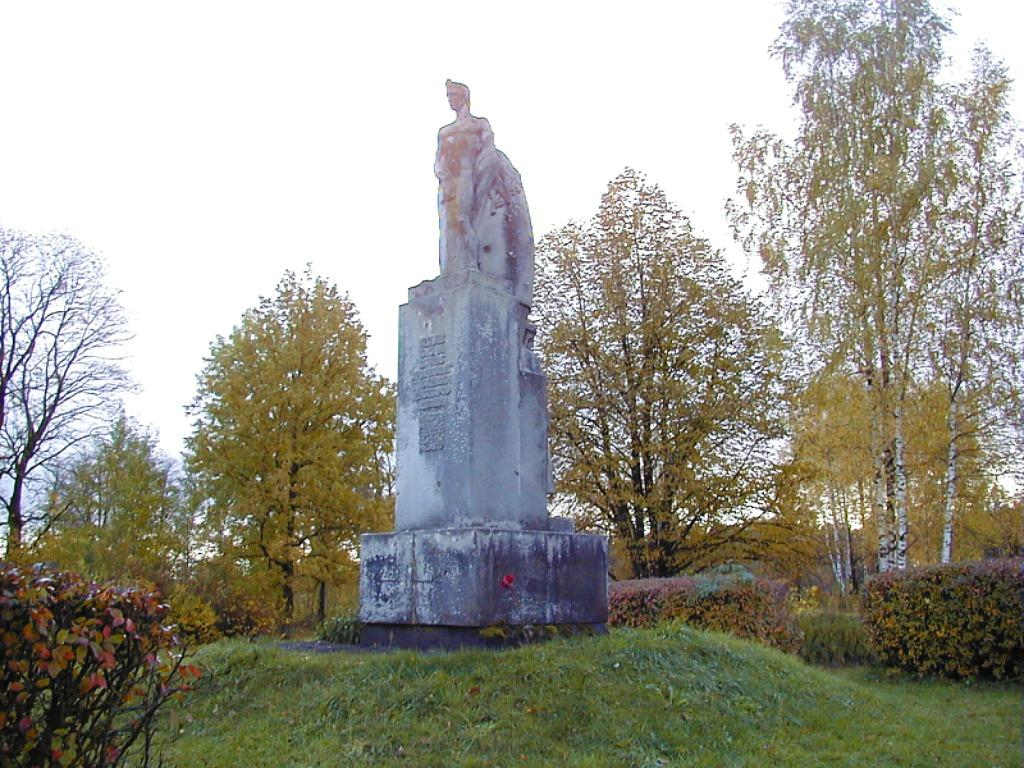
Monument aux soldats de la Première guerre mondiale.
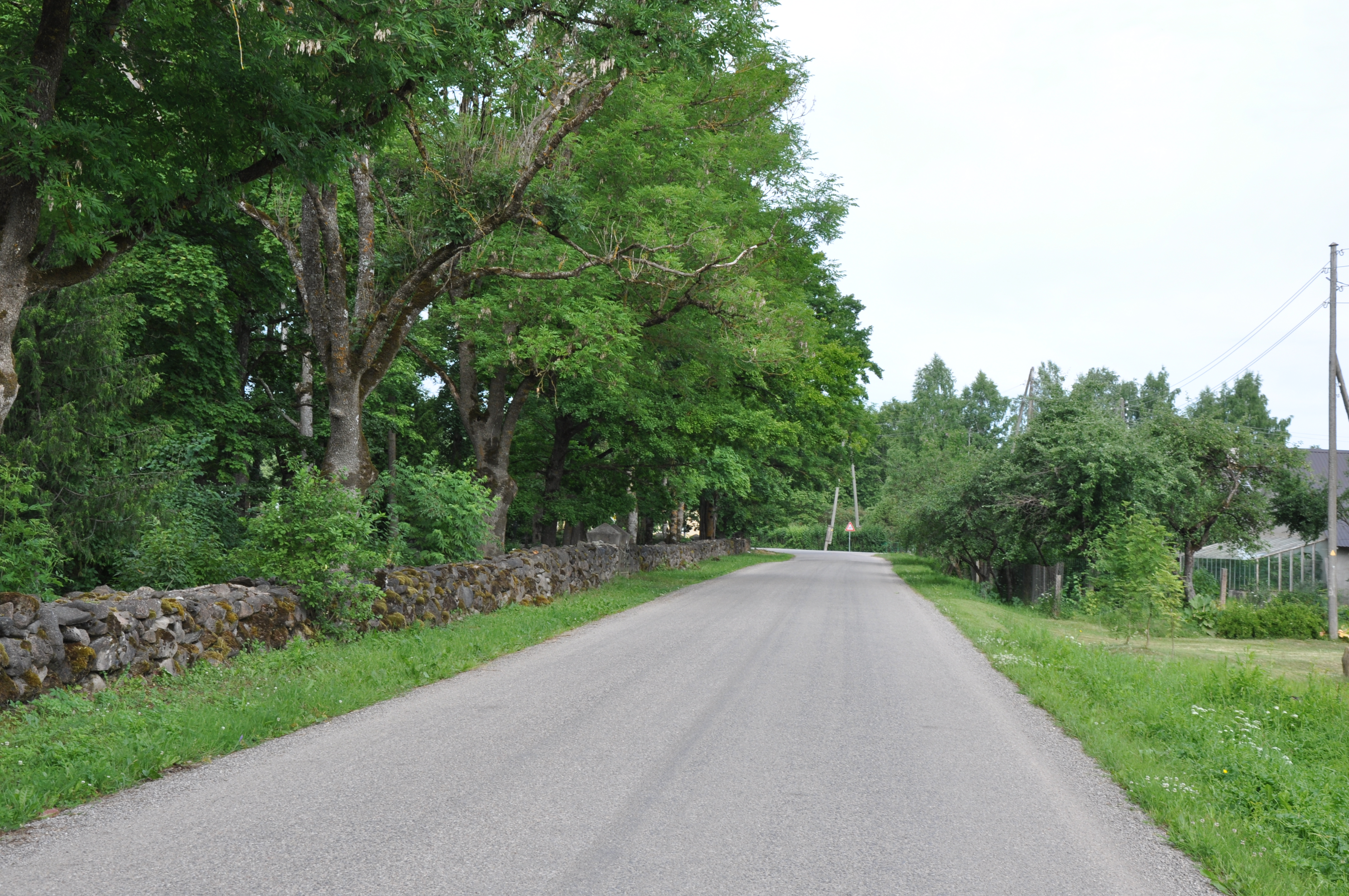
Chemin.